# Witk III
Witk III (Wittke, Wittken) – kaszubski herb szlachecki.

## Opis herbu
Opis z wykorzystaniem zasad blazonowania, zaproponowanych przez Alfreda Znamierowskiego:
W polu gałązka rośliny z trzema kwiatami z prawej jakby tulipanów, z lewej odpowiednio trzy liście jeden nad drugim. Klejnot: nad hełmem bez korony trzy liście ząbkowane w wachlarz. Barwy godła i klejnotu nieznane Labry barwy nieznanej.

## Najwcześniejsze wzmianki
Pieczęć z końca XVII lub początku XVIII wieku oznaczona literami R.M. - V.W., wizerunek z niej przytacza Nowy Siebmacher.

## Herbowni
Witk (Vietken, Vitcen, Vithken, Vitken, Witcken, Witek, Witka, Witke, Wittk, Wittke, Wittken, Wyt, Wyta) bez przydomków lub z przydomkiem nieznanym.
Wszystkie gałęzie rodu używały początkowo herbu Witk (do ok. 1600), z czasem jednak zaczął przechodzić ewolucję (herby Witk II, Witk III, Witk IV, Witk V), a ponadto niektóre gałęzie przybierały inne herby (Chośnicki Witków-Chośnickich, Jeżewski Ib Witków-Jeżewskich w dziale A Jeżewa).